# Pelagodoxa henryana
Pelagodoxa es un género con una única especie de planta  perteneciente a la familia  de las palmeras (Arecaceae): Pelagodoxa henryana Becc. (1917).

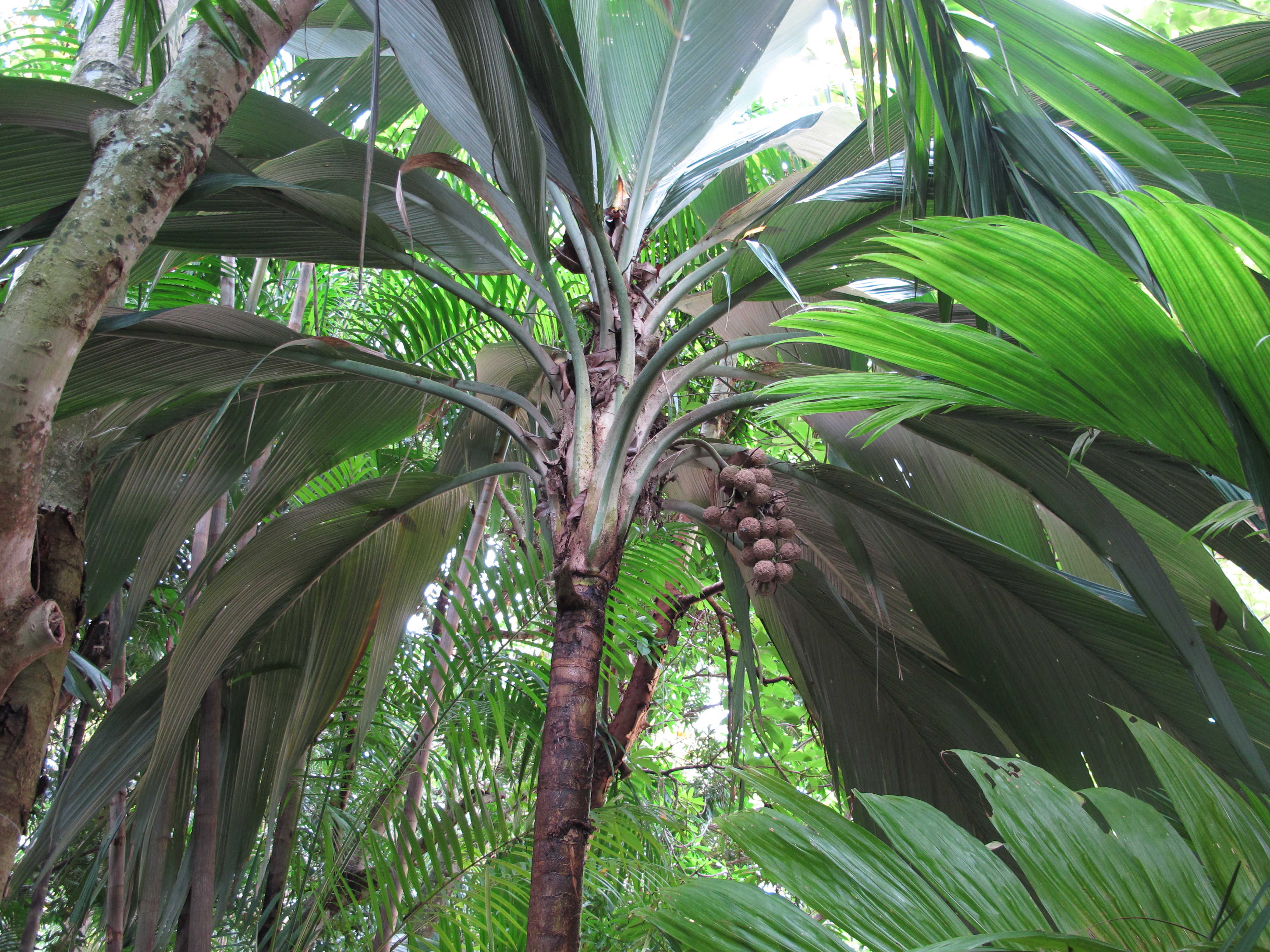
Vista de la planta

## Descripción
Es una palmera monoica de tamaño medio, solitaria, sin espinos. El tallo erecto, desnuda, rodeada de cicatrices de las hojas. Las hojas pinnadas acanaladas, indivisas excepto el ápice bífido, pero a menudo divididas por el viento; vainas foliares pronto divididas enfrente del pecíolo, no formando un capitel. La inflorescencia con flores masculinas pequeñas, ± globulares. Flores pistiladas globosas. Frutas grandes, verticilos del periantio, esféricas persistentes. Citología: tiene un número de cromosomas de 2n = 32.

## Distribución
Es nativa de Nuku Hiva en las Islas Marquesas en la Polinesia Francesa donde crece en la selva lluviosa.

## Taxonomía
Pelagodoxa henryana fue descrito por Odoardo Beccari y publicado en Revue Horticole 89(19): 302–304, f. 76–79. 1917.
Etimología
Pelagodoxa: nombre genérico que proviene de las palabras griegas: pelagos = "mar" y doxa = "gloria", tal vez en referencia a su hábitat en la remota isla oceánica.
henryana: epíteto
Sinonimia
- Pelagodoxa mesocarpa Burret (1928).[5]